# Notophthiracarus incomparabilis
Notophthiracarus incomparabilis är en kvalsterart som beskrevs av Wojciech Niedbała 2000. Notophthiracarus incomparabilis ingår i släktet Notophthiracarus och familjen Phthiracaridae. Inga underarter finns listade i Catalogue of Life.